# Соловйов Валентин Миколайович
Валентин Миколайович Соловйов, біл. Валянцін Мікалаевіч Салаўёў (*20 січня 1956, Столбці, Мінська область) — білоруський актор, ведучий майстер сцени Національного академічного драматичного театру ім. Якоба Коласа.

## Біографія
Після закінчення НАДТЯКу в 1986 працював у Другому Білоруському театрі. Актор широкого творчого діапазону, грає ролі соціальних героїв. Внутрішній драматизм, емоційна насиченість, уміння розкрити сутність образу. Брав участь у міжнародних театральних фестивалях «Біла вежа» (Брест, 2004), Туреччині (Трабзон, 2004) зі спектаклем «Батько» Августа Стріндберга, «Слов'янські театральні зустрічі», (Гомель, 2005) зі спектаклем «Катерина Іванівна» А. Андрєєва. Зі спектаклем «Шагал…Шагал» виступав на міжнародних театральних фестивалях в Англії, Шотландії, Франції, Німеччині, Росії, Молдові, США.

## Репертуар
«Нестерко» А. Вольского — Нестерко, Судя, «Поминальна молитва» Р. Горина — Тев'є, «От, що так!» С. Яновича — Тарашкевич, «Васа» Максима Горького — Прохір, «Млин» А. Дударова — Полковник, «Подія» У. Набокова — Ревшин, «Жінка у піску» Кобе Абе — Дюмпей, «Краківський студент» Г. Марчука — Лука Скорина, «Приймаки» Янки Купали — Максим Кутас і інш.
Працю актора Валентин Соловйов суміщає зі зйомками в кіно та участю у спектаклях «Заслуженого колективу республіканського театру білоруської драматургії».

## Премії та нагороди
- медаль Франциска Скорини (2006),
- медаль «За вклад у розвиток культури Біларусі».
- Лаўуреат премії імені В. Дуніна-Марцинкевича і призу «Натхнення» (2008).